# Totally Lost
Totally Lost es el cuarto álbum de estudio de la banda de rock Young Fresh Fellows. Fue lanzado en 1988 por Frontier Records.

## Lista de canciones
Todas las canciones fueron escritas por Scott McCaughey excepto donde se marca.
1. Everything's Gonna Turn Out Great
2. Failure (McCaughey, Jimmy Silva)
3. The Universal Trendsetter
4. Don't Look At My Face You Might See What I Mean
5. I'd Say That You Were Upset
6. No Help At All
7. No One Really Knows
8. Little Softy
9. I Blew My Stack
10. Take My Brain Away (McCaughey, Tad Hutchison)
11. Celebration
12. Picky Piggy
13. Totally Lost (Complete Version)
14. You're Not Supposed To Laugh
15. World Tour '88